# Бак Чунг Бо
Бак Чунг Бо (Северен централен бряг) (на виетнамски: Bắc Trung Bộ) е регион разположен в централната част на Виетнам. Това е единственият регион в страната, чиито провинции се простират от западната до източната държавна граница без да бъдат прекъсвани от други територии. На запад регионът граници с Лаос, а на изток с Южнокитайско море, на север с регионите Тай Бак и Донг Банг Сонг Хонг, а на юг с регион Нам Чунг Бо.
На територия от 51 498 km² живеят 10 668 300 души или средно 207,1 души/km². По-голямата част от населението на Бак Чунг Бо са етнически виетнамци (виет), но има и значително малцинствено население съставено от няколко етноса: ван кюе, рук, бру, хурт ѝ тай.
| Провинция | На виетнамски | Столица  | Население (1 юли 2006) | Площ (1 януари 2006) |
| --------- | ------------- | -------- | ---------------------- | -------------------- |
| Ха Тин    | Hà Tĩnh       | Ха Тин   | 1 306 400              | 6026.5 km²           |
| Нге Ан    | Nghệ An       | Вин      | 3 064 300              | 16 498.5 km²         |
| Куанг Бин | Quảng Bình    | Донг Хой | 847 900                | 8065.3 km²           |
| Куанг Чи  | Quảng Trị     | Донг Ха  | 625 800                | 4760.1 km²           |
| Тхан Хоа  | Thanh Hoá     | Тхан Хоа | 3 680 400              | 11 136.3 km²         |
| Хюе       | Huế           |          | 1 143 500              | 5065.3 km²           |

## ЮНЕСКО
На територията на регион Бак Чунг Бо се намират три от общо седемте обекта във Виетнам включени в списъка на ЮНЕСКО за национално световно наследство:
- Национален парк Пхонг Нха-Ке Банг (на виетнамски: Vườn quốc gia Phong Nha-Kẻ Bàng) – разположен в провинция Куанг Бин
- Историческият комплекс в град Хюе (на виетнамски: Quần thể di tích Cố đô Huế)
- Нха нхак (на виетнамски: Nhã nhạc) – традиционна дворцова музика изпълнявана в периода 13-началото на 20 век и оцеляла в оригиналната си форма единствено в град Хюе.